# Collegio elettorale di Corniglio
Il collegio elettorale di Corniglio è stato un collegio elettorale uninominale del Regno di Sardegna. È uno degli otto collegi elettorali istituiti nella provincia di Parma. Fu istituito con decreto del Governatore delle Regie provincie dell'Emilia, Luigi Carlo Farini, datato 30 gennaio 1860.
Era costituita dai mandamenti di Corniglio, Fornovo e Langhirano.

## Dati elettorali
Nel collegio si svolsero votazioni solo per la VII legislatura. 
Dopo la proclamazione del regno d'Italia è stato unito al collegio elettorale di Langhirano.

### VII legislatura
Le votazioni si svolsero in 387 collegi uninominali a doppio turno. Come previsto dalla legge elettorale del 20 novembre 1859, era eletto al primo turno il candidato che «riunisce in suo favore più del terzo dei voti del total numero dei membri componenti il collegio e più della metà dei suffragi dati dai votanti presenti all'adunanza» (art. 91). Se nessun candidato era eletto, al ballottaggio tra i due candidati con più voti era eletto chi otteneva il maggior numero di voti (art. 92) o, in caso di ugual numero di voti, il maggiore d'età (art. 93).
| Partito                            | Partito                            | Candidato                          | Primo turno 25 marzo 1860 | Primo turno 25 marzo 1860 | Ballottaggio 29 marzo 1860 | Ballottaggio 29 marzo 1860 |
| Partito                            | Partito                            | Candidato                          | Voti                      | %                         | Voti                       | %                          |
| ---------------------------------- | ---------------------------------- | ---------------------------------- | ------------------------- | ------------------------- | -------------------------- | -------------------------- |
|                                    | —                                  | Niccolò Tommaseo                   | 72                        | 56,69                     | 145                        | 51,79                      |
|                                    | —                                  | Pietro Torrigiani                  | 55                        | 43,31                     | 135                        | 48,21                      |
|                                    |                                    |                                    |                           |                           |                            |                            |
| Iscritti                           | Iscritti                           | Iscritti                           | 693                       | 100,00                    | 693                        | 100,00                     |
| ↳ Votanti (% su iscritti)          | ↳ Votanti (% su iscritti)          | ↳ Votanti (% su iscritti)          | 174                       | 25,11                     | 284                        | 40,98                      |
| ↳ Voti validi (% su votanti)       | ↳ Voti validi (% su votanti)       | ↳ Voti validi (% su votanti)       | 127                       | 72,99                     | 280                        | 98,59                      |
| ↳ Schede non valide (% su votanti) | ↳ Schede non valide (% su votanti) | ↳ Schede non valide (% su votanti) | 47                        | 27,01                     | 4                          | 1,41                       |
| ↳ Astenuti (% su iscritti)         | ↳ Astenuti (% su iscritti)         | ↳ Astenuti (% su iscritti)         | 519                       | 74,89                     | 409                        | 59,02                      |

L'onorevole Tommaseo di dimise il 10 maggio 1860. Il collegio fu riconvocato.
| Partito                            | Partito                            | Candidato                          | Primo turno 1º luglio 1860 | Primo turno 1º luglio 1860 | Ballottaggio 5 luglio 1860 | Ballottaggio 5 luglio 1860 |
| Partito                            | Partito                            | Candidato                          | Voti                       | %                          | Voti                       | %                          |
| ---------------------------------- | ---------------------------------- | ---------------------------------- | -------------------------- | -------------------------- | -------------------------- | -------------------------- |
|                                    | —                                  | Giuseppe Garibaldi                 | 105                        | 77,78                      | 130                        | 68,06                      |
|                                    | —                                  | Pietro Torrigiani                  | 30                         | 22,22                      | 61                         | 31,94                      |
|                                    |                                    |                                    |                            |                            |                            |                            |
| Iscritti                           | Iscritti                           | Iscritti                           | 699                        | 100,00                     | 699                        | 100,00                     |
| ↳ Votanti (% su iscritti)          | ↳ Votanti (% su iscritti)          | ↳ Votanti (% su iscritti)          | 165                        | 23,61                      | 194                        | 27,75                      |
| ↳ Voti validi (% su votanti)       | ↳ Voti validi (% su votanti)       | ↳ Voti validi (% su votanti)       | 135                        | 81,82                      | 191                        | 98,45                      |
| ↳ Schede non valide (% su votanti) | ↳ Schede non valide (% su votanti) | ↳ Schede non valide (% su votanti) | 30                         | 18,18                      | 3                          | 1,55                       |
| ↳ Astenuti (% su iscritti)         | ↳ Astenuti (% su iscritti)         | ↳ Astenuti (% su iscritti)         | 534                        | 76,39                      | 505                        | 72,25                      |

Garibaldi fu promosso generale d'armata con il decreto del 6 novembre 1800. Non seguì altra elezione. 